# イオン時津ショッピングセンター
イオン時津ショッピングセンター（イオンとぎつショッピングセンター）は、長崎県時津町にあるイオン九州のショッピングセンターである。

## 概要
当初は寿屋（現在のカリーノファシリティーズ）の店舗の一つであった「寿屋時津店」として営業していた。2000年に建て替えを行い、今の建物で再開業したが、翌2001年12月19日に寿屋が民事再生手続き開始を申立て開始を申請し、2002年2月1日に営業を停止。わずか1年強での閉店となった。
その後、寿屋が運営していたGMS型店舗5店舗を九州ジャスコ（現・イオン九州）が引き継ぐことになり、当店もその流れで2002年6月2日に「ジャスコ時津店」を核店舗とする「イオン時津ショッピングセンター」へとリニューアルされた。
2011年3月1日のGMSでの店舗ブランド統合に伴い、核店舗名を「イオン時津店」に変更した。寿屋から継承されたジャスコ5店舗のうち、当店と菊陽店（熊本県菊池郡菊陽町）以外はイオンに転換される前に閉店しており、菊陽店が2020年2月29日に閉店してからは当店が唯一の現存店舗となった。
すぐ隣には同じイオン九州が運営するホームセンター「ホームワイド時津店」が存在していたが、2015年9月20日をもって閉店した。
2021年11月12日には、1階の食品売場にイオングループで順次導入を進めている「レジゴー」が長崎県内の店舗で初めて導入された。このシステムは店舗に設置の貸出用スマートフォンまたは予め専用アプリをダウンロードした自身のスマートフォンを使って商品のバーコードをスキャンし、会計時にスマートフォン内の「お支払い」を押し、専用レジの二次元バーコードを読み取るだけで買物データを送信。精算機で決済を行い、スマートフォンに表示される二次元バーコードをゲートの画面にかざすだけで会計確認を完了することで、従来のようにレジに並ぶことも、待ち時間も無くした最新鋭レジシステムである。

## 主要店舗
入居している全店舗は公式サイト内のショップリストを参照。
核テナント
- イオン時津店

専門店
- カーブス
- サーティワンアイスクリーム
- 庄屋
- Watts With
- マクドナルド
- Mac-House
- ミスタードーナツ
- メガネのヨネザワ
- モーリーファンタジー
- 洋麺屋ピエトロ
- リンガーハット
- Y!mobile

ATM
- 長崎銀行
- 十八親和銀行
- イオン銀行

## 交通アクセス
- 川平有料道路井手園出入口
- 長崎バス溝川バス停